# Shijiazhuang No. 2 Telecommunications Hub
Le Shijiazhuang No. 2 Telecommunications Hub est un gratte-ciel de 213 mètres construit en 2001 à Shijiazhuang en Chine.